# Стюарт Сътклиф
Стюарт Фъргюсън Виктор Сътклиф (на английски: Stuart Fergusson Victor Sutcliffe), познат повече като Стю Сътклиф, е шотландски музикант и художник.
За кратко време, до ранната си смърт, е член на групата „Бийтълс“. Като художник се ориентира към абстрактен експресионизъм.

## Живот
Сътклиф отраства в Ливърпул, Англия. От ранна възраст започва да проявява талант в изобразителното изкуство. Постъпва в Ливърпулския художествен институт, като по време на ученето си там припечелва пари като уличен чистач. В колежа той се запознава един от своите съкурсници Джон Ленън, който впоследствие му става съсед. След като Сътклиф успява да продаде своя картина за 65 лири, Ленън го убежда със спечелената сума да си купи бас китара и да се присъедини към групата му, назависимо от факта че художникът не може да свири.
Стю свири с групата по време на гастрола им в Хамбург. Там той се влюбва във фотографката Астрид Кирххер, която става негова съпруга два месеца след срещата им. Сътклиф напуска „Бийтълс“ май 1961 г., точно преди техния пробив. Сътклиф се концентрира главно върху следването си, подпомогано от град Хамбург с малка стипендия.
На 10 април 1962 г. Сътклиф умира в линейката на път към болницата вследствие на мозъчен кръвоизлив. Преди това страда от силно главоболие. Точната причина за кръвоизлива не е известна. Според една версия това е може да е следствие на побой от хулигани при гастролите им в Англия в началото на 1961 г. Пияни зрители се сбиват с участниците в групата. Всички освен Пол Маккартни получават някакви наранявания, но най-тежко е засегнат Сътклиф, който получава мозъчна травма.